# Ève Lavallière
Eva Lavallière (nascuda amb el nom Eugénie Marie Pascaline Fenoglio) (Toulon, França, 1 d'abril de 1866 - Thuillières, França, 11 de juliol de 1929), va ser una religiosa francesa, filla de pare francès i mare italiana. Amb 54 anys d'edat va renunciar a la seva agitada vida amorosa, iniciant un retir voluntari a un convent catòlic.
Lavallière en la seva joventut, abans de la seva conversió, va ser una destacada actriu de vodevil o teatre de varietats en el barri bohemi de Montparnasse de París, on va portar una agitada vida. Era addicta a l'alcohol i al tabac, va tenir un fill amb un dels seus amants, i va ser mare soltera.
Des de 1884 a 1890, Lavallière va ser amant del Marquès de la Valette. Des de 1890 a 1914, va ser amant de Fernand Samuel (nascut Adolphe Louveau, mort en 1914), actor i director del teatre Variété a París. Des de 1914 a 1917, va ser amant del Baró Hellmuth von Lucius.
Sentint un buit espiritual, va deixar els escenaris, va deixar de beure i de fumar, i es va convertir al catolicisme l'any 1918. Es va incorporar a l'Orde Franciscà Seglar, prenent el nom religiós d'Eva de Jesús.
Lavallière va morir a Thuillières, França, l'any 1929, a l'edat de 63 anys en «olor de santedat». No obstant això, la diòcesi de Saint-Dié, on ella va morir, encara no ha iniciat formalment la seva causa de beatificació.